# Vorrmyrtjärnen, Ångermanland
Vorrmyrtjärnen är en sjö i Örnsköldsviks kommun i Ångermanland och ingår i Lögdeälvens huvudavrinningsområde. Sjöns area är 0,006 kvadratkilometer och den befinner sig 210 meter över havet.